# Château de Saint-Crépin
Le château de Saint-Crépin se situe sur la commune de Saint-Crépin-de-Richemont, dans le département français de la Dordogne.

## Présentation
Ce château date de la fin du XIXe siècle. Il est localisé à côté de l'église du bourg et ne doit pas être confondu avec le château de Richemont, situé sur la même commune, plus à l'ouest.

## Historique
Il a été édifié en 1891, sur l'emplacement d'un ancien bâtiment nobiliaire détruit par un incendie l'année précédente.

## Galerie

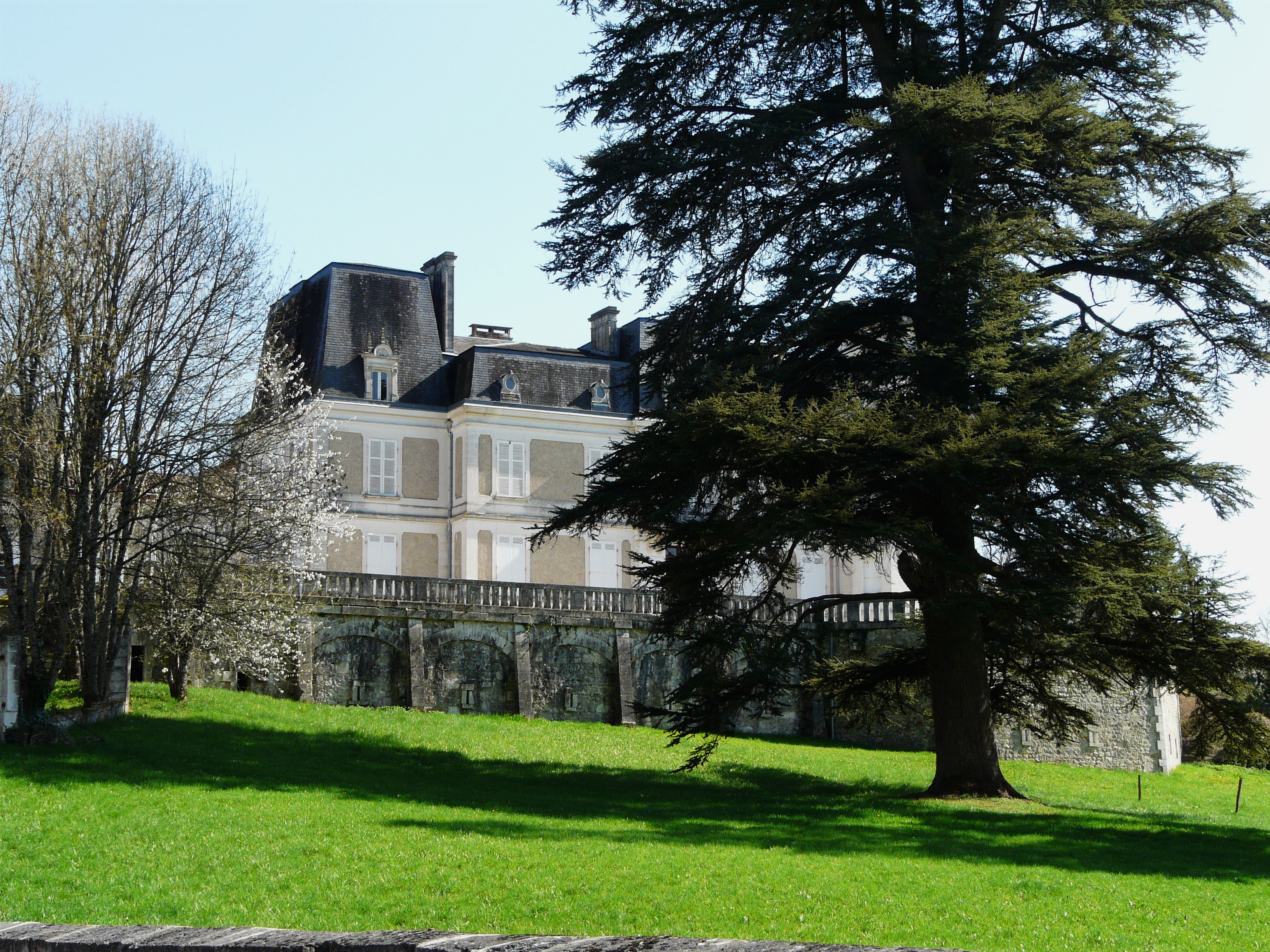
La façade nord-ouest et le parc.
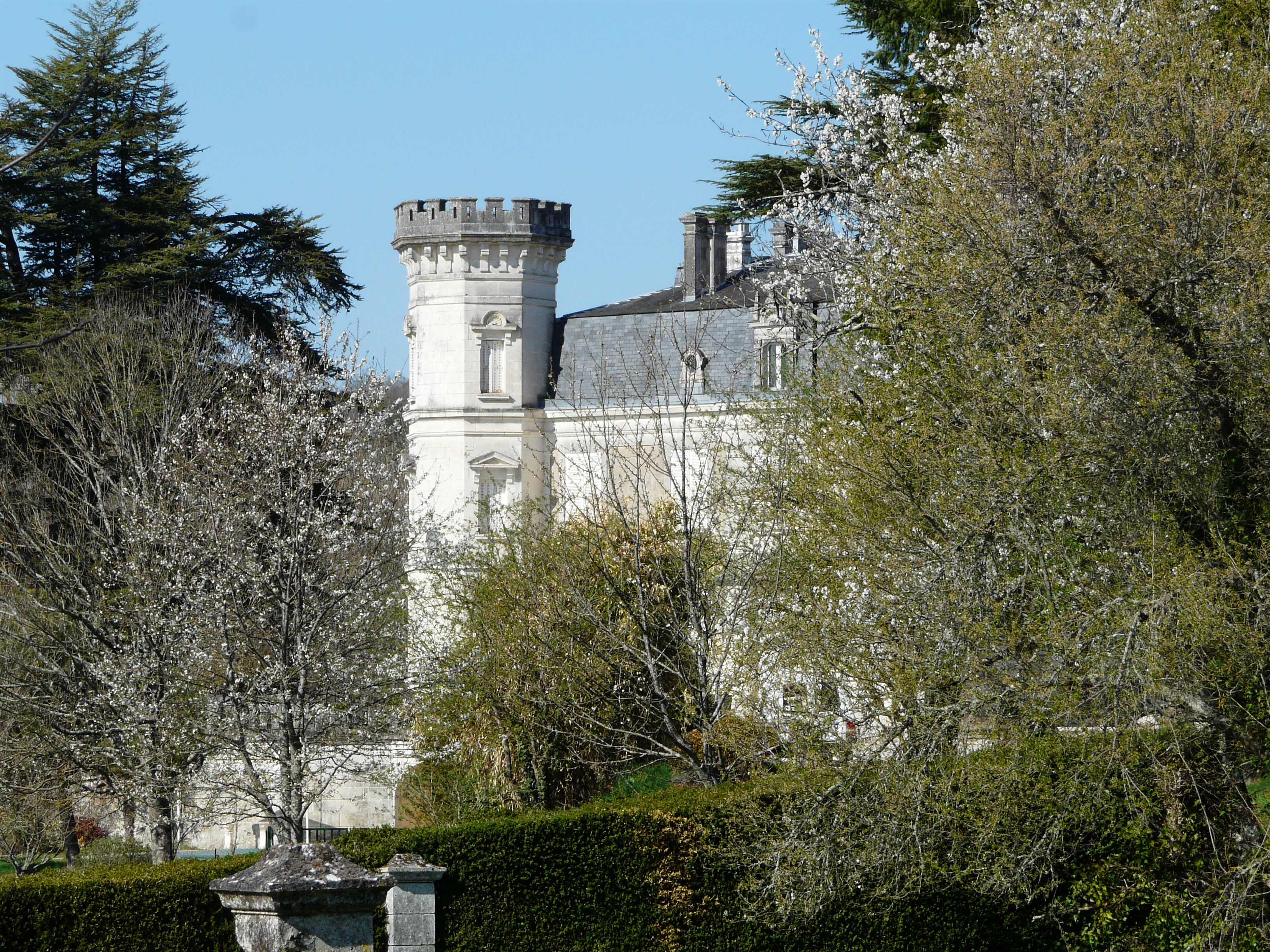
La tour ouest.
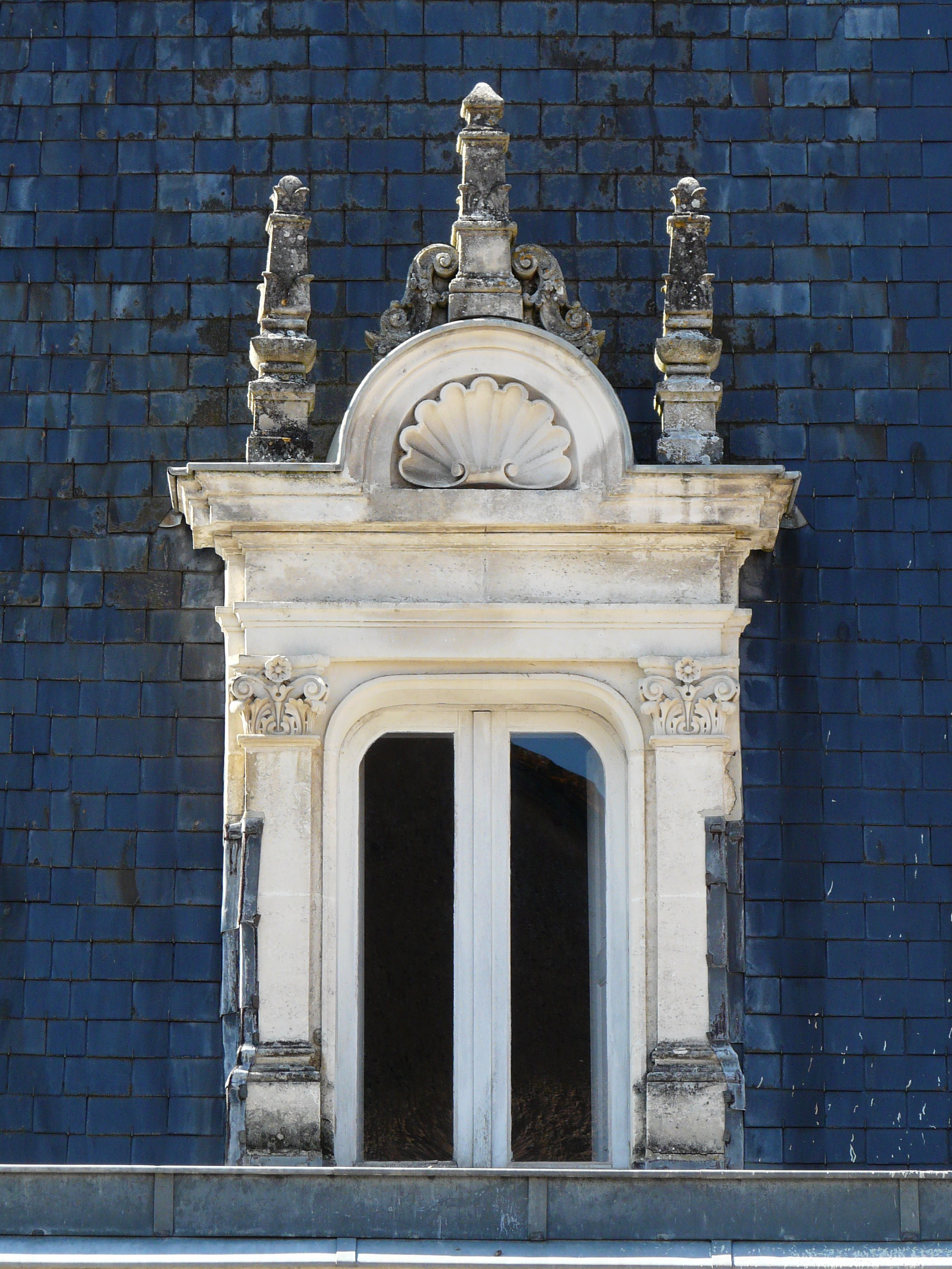
Lucarne.
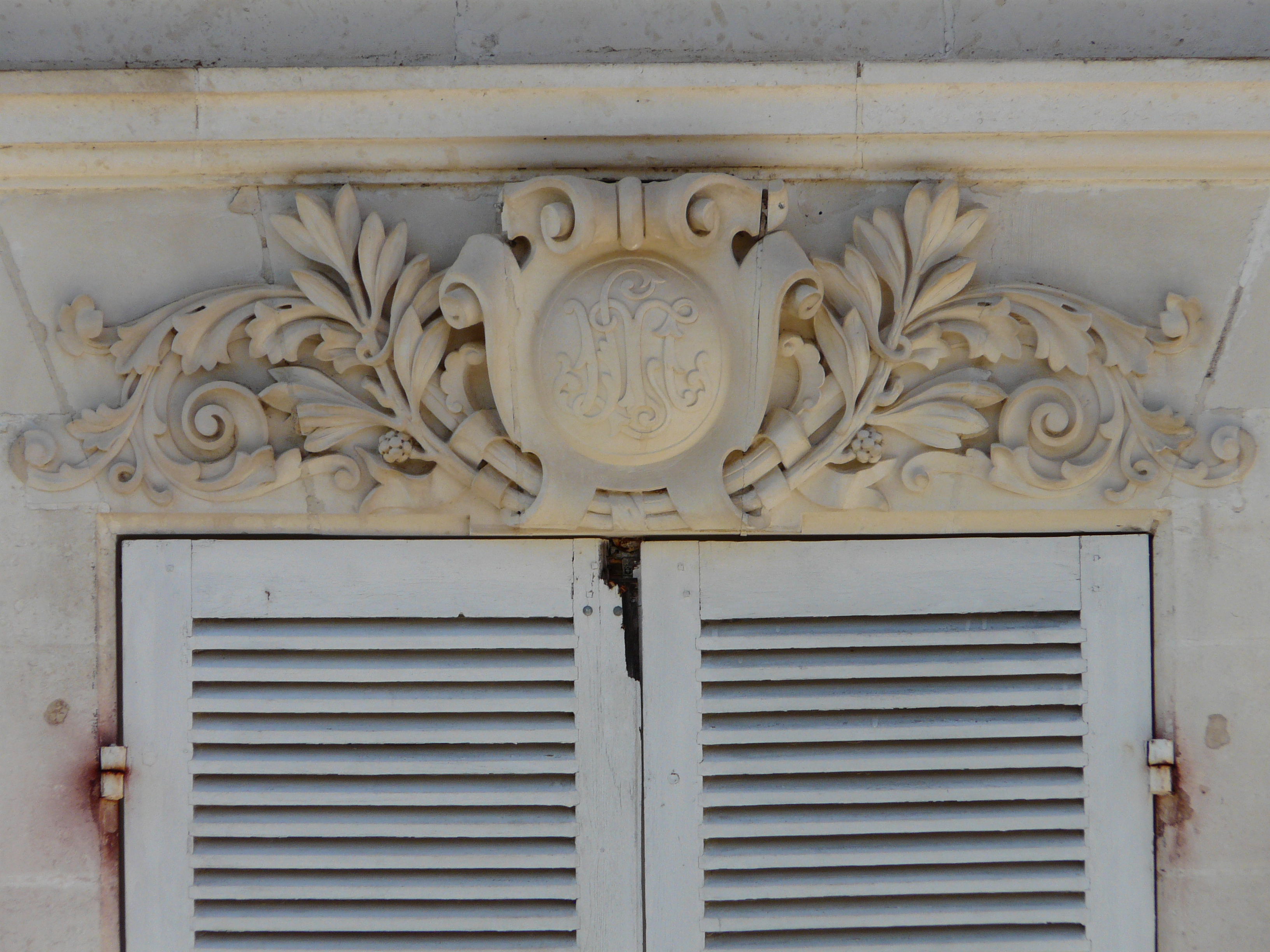
Linteau de fenêtre.
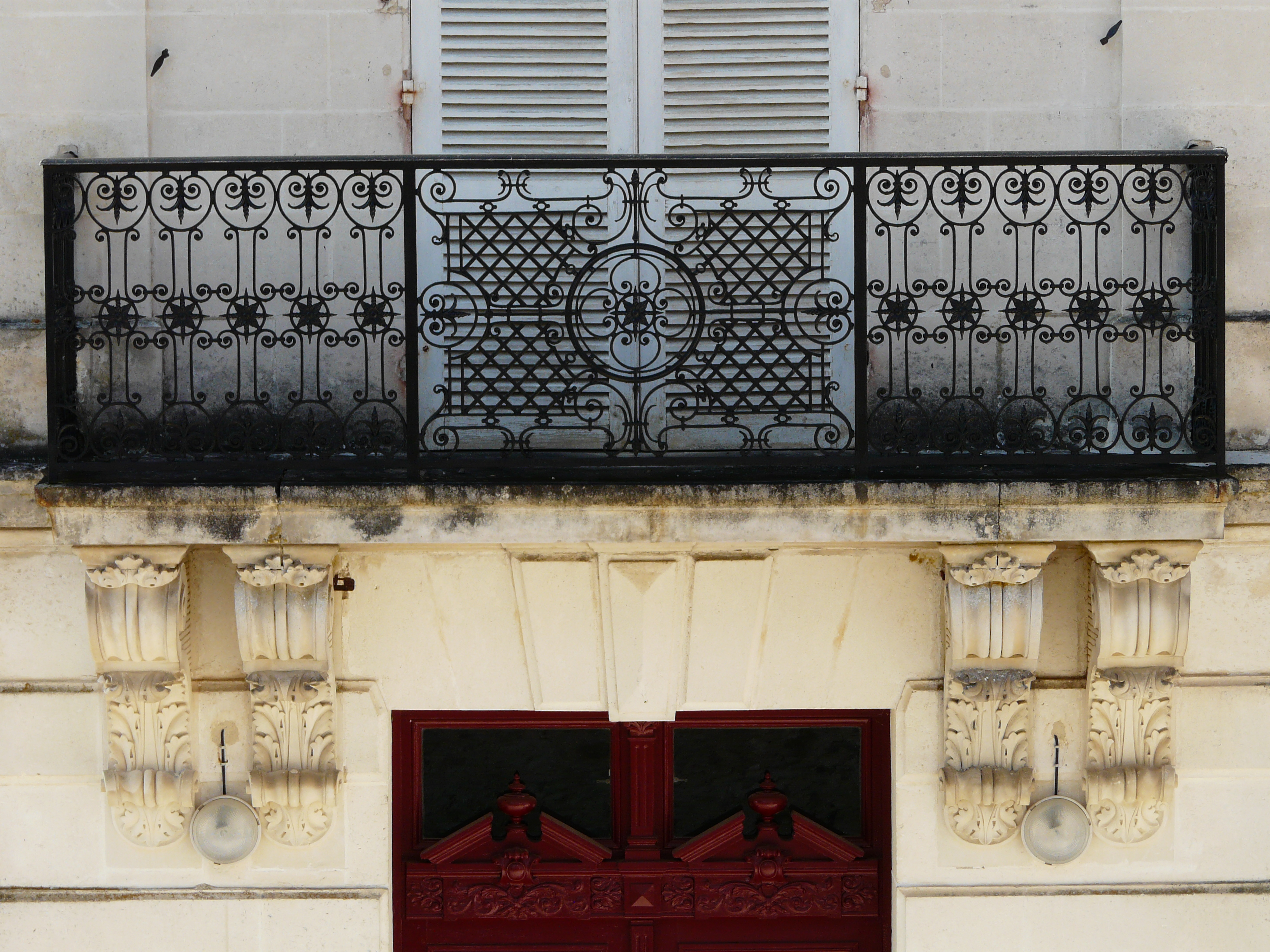
Le balcon de la façade sud-est.